# Selecció de futbol de Samoa
La selecció de futbol de Samoa és l'equip nacional de futbol de Samoa i és controlada per la Federació de Futbol de Samoa. La selecció samoana ha participat un cop en la Copa de Nacions de l'OFC, el 2012. Fou conegut com a la selecció de futbol de Samoa Occidental fins al 1997, i és de les seleccions més dèbils de l'OFC. El seleccionador des del 2012 és el samoà Malo Vaga. Samoa juga els seus partits locals principalment a l'Estadi Nacional de Futbol de Samoa.

## Resultats

### Copa del Món
- 1930 a 1990 — No participà
- 1994 — Es retirà
- 1998 a 2014 — No es classificà

### Copa de Nacions de l'OFC
- 1973 a 1980 — No participà
- 1996 a 2008 — No es classificà
- 2012 — Primera fase
- 2016 —

### Jocs del Pacífic
- 1963 a 1975 — No participà
- 1979 — Primera fase
- 1983 — Quarts de final
- 1987 a 2003 — No participà
- 2007 — Primera fase
- 2011 — No participà
- 2015 —

### Copa de Polinèsia
- 1994 — Tercer lloc
- 1998 — Tercer lloc
- 2000 — Tercer lloc